# Municipio de Joy
El municipio de Joy (en inglés: Joy Township) es un municipio ubicado en el condado de White en el estado estadounidense de Arkansas. En el año 2010 tenía una población de 539 habitantes y una densidad poblacional de 13,41 personas por km².

## Geografía
El municipio de Joy se encuentra ubicado en las coordenadas 35°17′48″N 91°57′47″O / 35.29667, -91.96306. Según la Oficina del Censo de los Estados Unidos, el municipio tiene una superficie total de 40.2 km², de la cual 40,2 km² corresponden a tierra firme y (0 %) 0 km² es agua.

## Demografía
Según el censo de 2010, había 539 personas residiendo en el municipio de Joy. La densidad de población era de 13,41 hab./km². De los 539 habitantes, el municipio de Joy estaba compuesto por el 96,47 % blancos, el 0,19 % eran afroamericanos, el 1,3 % eran amerindios, el 0,37 % eran asiáticos y el 1,67 % eran de una mezcla de razas. Del total de la población el 0,37 % eran hispanos o latinos de cualquier raza.